# Роженгрунт
Роженгрунт (словен. Rožengrunt) — поселення в общині Света Ана, Подравський регіон‎, Словенія.